# Los Tres Tenores
Los Tres Tenores fue un supergrupo vocal formado por los cantantes de ópera Luciano Pavarotti, José Carreras y Plácido Domingo, quienes ofrecieron juntos una serie de conciertos desde 1990 hasta el fallecimiento de Pavarotti en 2007. Su repertorio comprendía desde óperas y obras de Broadway hasta canciones napolitanas y éxitos de la música pop.

## Historia
El productor italiano Mario Dradi concibió la idea de los conciertos. El primero se llevó a cabo para recaudar fondos para la Fundación Internacional Josep Carreras en su lucha contra la leucemia; también fue para los amigos Domingo y Pavarotti, una forma de dar la bienvenida a Carreras en el mundo de la ópera después de haber tenido éxito en su tratamiento de la misma enfermedad. Para el primer concierto de 1990 se planificó tener como escenario a la ciudad de Roma aprovechando  la final de la Copa Mundial de Fútbol de 1990 realizada en Italia.
El concierto de Roma resultó ser un enorme éxito, y las grabaciones del mismo (tanto en discos como en cintas de video) fueron ampliamente vendidas en todo el planeta. El éxito del concierto de 1990 motivó que el espectáculo quedara denominado definitivamente como Los Tres Tenores, quienes continuaron cantando juntos en conciertos producidos por el mánager húngaro Tibor Rudas y otros productores. Así, se planificó un segundo espectáculo en el Dodger Stadium de Los Ángeles antes del partido final de la Copa Mundial de Fútbol de 1994, el cual contó con una asistencia masiva y cuyas grabaciones discográficas y televisivas repitieron el gran éxito de cuatro años antes.
Ante ello, el espectáculo de Los Tres Tenores fue repetido en el Campo de Marte de París, bajo la Torre Eiffel durante la Copa Mundial de 1998, y luego se realizó en Yokohama (Japón) con motivo de la Mundial de Fútbol del 2002. También se organizaron conciertos similares en otras ciudades de todo el mundo (Londres, Nueva York, etc.), generalmente presentándose en estadios u otros grandes espacios.
Los conciertos fueron un gran éxito comercial y fueron acompañados por una serie de grabaciones de gran éxito, incluyendo Carreras-Domingo-Pavarotti: Los Tres Tenores en concierto (ganador de un Premio Grammy por mejor interpretación vocal clásica, que posee el récord mundial Guinness para el álbum de música clásica más vendido en la historia), Los Tres Tenores en concierto 1994, Los Tres Tenores: París 1998, Los Tres Tenores Navidad y Lo mejor de Los Tres Tenores. El director indio Zubin Mehta fue encargado de las actuaciones en 1990 y 1994, mientras que el concierto de 1998 en París fue dirigido por James Levine.
Los Tres Tenores mantuvieron en todos sus conciertos un amplio repertorio: desde la ópera clásica italiana o alemana hasta canciones de Broadway, incluyendo canciones napolitanas y éxitos de música pop adaptados a la música clásica. Su característica firma incluye el aria Nessun dorma de la ópera Turandot de Giacomo Puccini y la balada italiana O Sole Mio.

## Legado
«Creo que nosotros fuimos los principales responsables de que la ópera comenzara a llegar a un público más vasto. Esto es innegable, y esto es fundamental para la vida de la ópera».
José Carreras

El fenómeno de Los Tres Tenores fue aplaudido por muchos críticos debido a que implicaba presentar la ópera y la música clásica en general a un público más amplio que el tradicional, pero algunos puristas del género condenaron estos espectáculos alegando que la música clásica no podía ser entendida por las grandes masas, agregando que era absurdo mezclar música popular y música culta con un simple ánimo de lucro en vista de los grandes pagos que los tres cantantes y el director Zubin Mehta habían percibido, más de un millón de dólares estadounidenses (US $1 000 000) por persona. Algunos críticos alegaron que la presentación de la ópera en estadios como en el estadio de Wembley, con amplificadores pesados, contribuye muy poco a la comprensión y apreciación de la ópera. «Entiendo las quejas de los puristas», dijo Plácido Domingo a un entrevistador en 1998, «pero no quiero que los puristas vayan a ver a Los Tres Tenores».
Los Tres Tenores fueron una inspiración para otros cantantes de ópera. En Chile surgieron «Los Tres Tenores chilenos» —conformado por José Azócar, Tito Beltrán y Gonzalo Tomckowiack—, quienes en 2002 realizaron el concierto «Chile: tres tenores cantan a Santiago», basado en las actuaciones de Domingo, Pavarotti y Carreras en la final de las Copa Mundiales de Italia 1990, Estados Unidos 1994, Francia 1998 y Corea-Japón 2002.